# Plataforma d'enlairament orbital

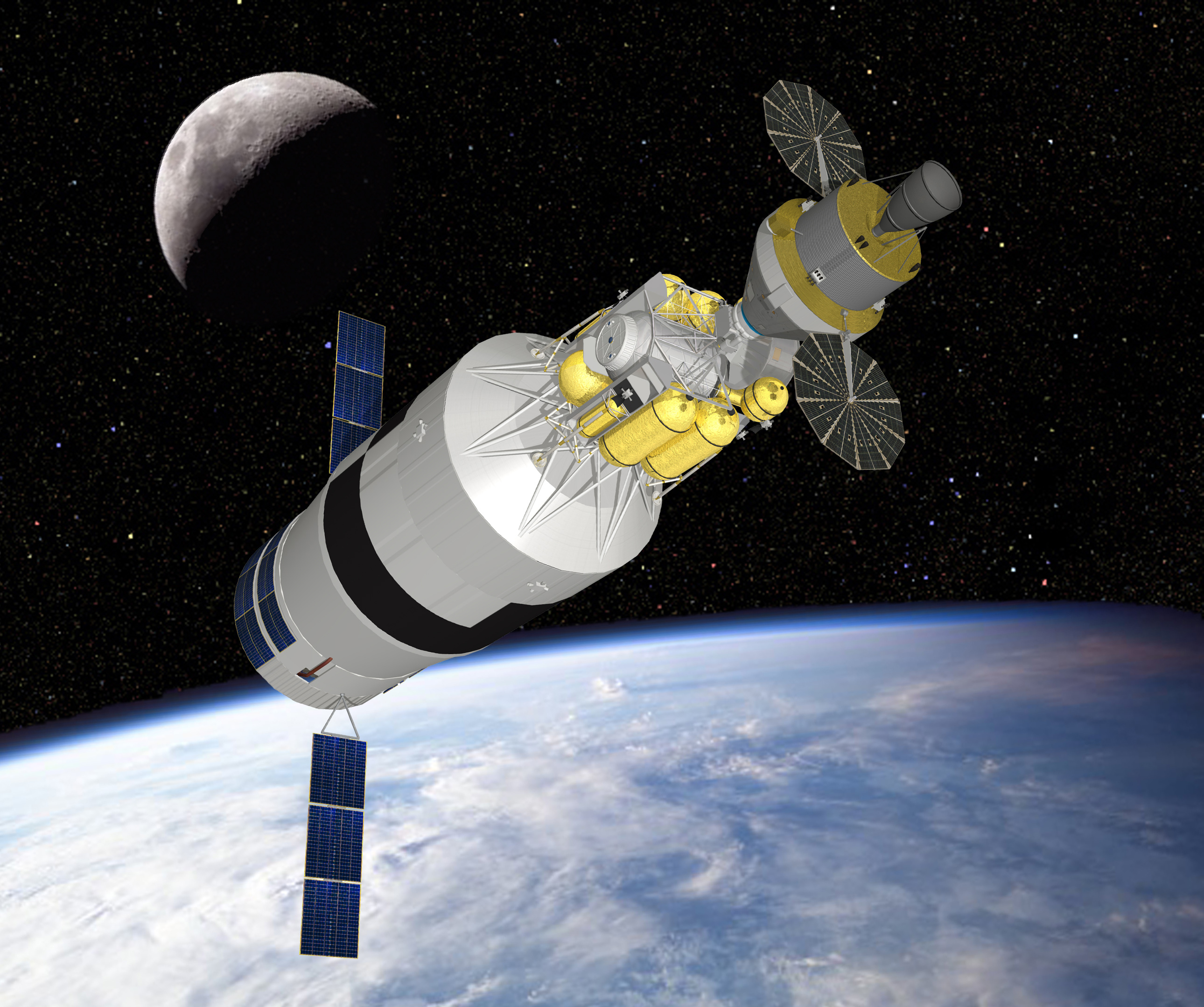
La plataforma d'enlairament orbital amb l'Altair i la nau Orion en òrbita terrestre

La plataforma d'enlairament orbital, o Earth Departure Stage (EDS) de l'Ares V és un tram de coet que serà dissenyat per la NASA al seu Centre de Vol Espacial Marshall a Huntsville (Alabama) com a part del Projecte Constellation. L'EDS serà propulsat per un únic motor principal J-2X ple d'oxigen líquid (LOX) i hidrogen líquid (LH₂), i funcionarà de forma similar al tram de coet S-IVB utilitzat en els coets Saturn V que propulsaren les missions de tres tripulants del programa Apollo a la Lluna entre el 1968 i el 1972.

## Disseny
Originalment basat en el tanc extern del transbordador espacial, l'EDS hauria utilitzat dos motors J-2X, mentre que el coet central de l'Ares V hauria utilitzat cinc motors principals del transbordador espacial i dos coets acceleradors sòlids de 5 segments durant els vuit primers minuts de vol.
Quan l'Ares V fou redissenyat per l'ús de cinc (després sis) motors de coet RS-68 actualment utilitzats a la família EELV Delta IV, aleshores l'EDS fou redissenyat utilitzant només un únic motor J-2X i una mampara comuna, així en el seu disseny actual, ara l'EDS s'assembla a una etapa S-IVB sobredimensionada, però amb la capacitat de d'emmagatzematge in situ (utilitzant noves tècniques d'emmagatzematge del combustible amb una "pollera de vol" que conté els panells solars per l'electricitat) durant fins a 30 dies, quelcom d'impossible amb l'antic S-IVB.